# 허영무
허영무(許英舞, 1989년 5월 3일 ~ )는 대한민국의 전직 스타크래프트, 스타크래프트 II 프로게이머이다. Jangbi라는 아이디를 사용하며, 종족은 프로토스이다. 소위 '육룡' 중 한 명이다. 진에어 스타리그 2011 결승전에서 정명훈을 3:2로 꺾으며 생애 첫 우승을 차지한다.Tving 스타리그 2012에서도 정명훈을 또다시 3:1로 꺾고 스타크래프트: 브루드 워 마지막 스타리그의 우승자, 프로토스 최초 2회 연속 스타리그 우승자가 된다. 그러나 스타크래프트2로 치러지는 차기 스타리그인 옥션 스타리그 2012에서는 '우승자 징크스' 때문인지, 16강 본선에서 3전전패로 탈락하고 말았다.
그후 스타2프로리그에서 허영무는 적응하며 병행 시즌을 떠나 역대프로토스 우승자중 가장 성적이 잘나왔고 GSL진출도 하였으나 반강제로 2013년 8월 29일에 깜짝 은퇴하며 팬들에게 다소 아쉬움은 남긴 선수이다
2013년 8월 29일 비공식 은퇴를 선언한 이후 아프리카 TV에서 BJ로서의 활동을 시작했으며
2015년 7월 군입대를 하였다가 제대하고 지금은
사업을 하고있다.

## 선수 생활 초기
2006년 상반기 드래프트에서 삼성전자 칸의 2차 지명으로 입단하였다.
2007년 3월 프로리그가 시작될 당시 감독 인터뷰에서, 김가을 감독이 허영무를 두고 ‘팀에서 아껴놓은 필승카드’라고 말할 정도로 삼성전자 칸의 기대되는 신인으로 주목받았다.
그러나, 테란전만을 제외하곤 부진한 모습을 보여, 스타팬들에게 '허필패','허접무'등의 불명예스러운 별명을 얻기도 했다. 하지만 이듬해 프로리그에서 차츰 실력을 쌓아나갔고 그해 2월 곰TV MSL 시즌4에서 4강에 오른 것을 시작으로 프로리그와 개인리그에서 준수한 성적을 내며 서서히 자신의 실력을 대중들에게 각인시키기 시작한다.

## 2008년
지난 2008년 2월 곰TV MSL 시즌4 4강 진출이 운에 의한 것이라고 비난받기도 했으나, 프로리그 시즌이 개막되면서 더욱더 안정적인 플레이를 보여주었다. 특히, 2008년 4월 19일 벌어진 이윤열과의 경기에선, 압도적으로 우세했던 이윤열의 병력을 놀라운 스톰 플레이로 잡아내며 역전승을 거두었다.
이날 경기 이후, ‘허느님'.'천지스톰 허영무’라는 별명을 새로 얻게되었고, 5월 6일에는 CJ의 실질적 에이스로 활약하던 박영민을 안정적인 운영과 컨트롤로 승리를 거두는 등 그가 팀의 ‘필승카드’임을 어김없이 보여주었다.
하지만 2008년 5월 8일 벌어진 아레나 MSL 2008 32강전에서 윤용태와 CJ의 공명토스 박영민에게 연이은 2패를 하면서 탈락하였다. 2008년 6월 6일 허영무는 송병구와 이윤열과의 재경기 끝에 2승으로 EVER 스타리그 2008 8강에 진출하게 되었으나 8강전에서 손찬웅에게 2:1로 패배하여 탈락하였다.
프로리그에서의 엄청난 기세와는 달리, 개인리그 성적이 다소 부족하다고 평가받았던 허영무는 클럽데이 온라인 MSL 2008에서 드디어 첫 우승의 기회를 얻게 된다. 팀동료 송병구를 꺾고 4강에 오른 김구현을 맞이하여, 뛰어난 힘 싸움 능력과, 허를 찌르는 전략을 사용하여 3대1로 승리하고 생애 첫 개인리그 결승에 오르게 된 것이었다.
하지만 결승전에서는 김택용을 만나 고전을 면치 못하며 3:1로 패하며 김택용의 3회 우승을 지켜볼 수밖에 없었다.

## 2009년
2009년 2월 8일, 4강에서 윤용태를 3:0으로 꺾고 곰TV TG삼보 인텔 클래식 2008 시즌2 결승전에 올라온 허영무는 다시 한번 김택용과 만나 경기를 치렀으나 또다시 3:1로 패하여 설욕에 실패했다.
그러나 그 충격을 딛고 허영무는 다시 엄청난 포스를 보여주며 프로리그에서 지속적으로 좋은 활약을 펼치는 한편, 로스트사가 MSL 2009에서 팀동료 송병구를 3:0으로 셧아웃시키고 결승에 올랐다. 상대는 KTF 매직엔스의 박찬수. 하지만 전 시즌과 마찬가지로 3:1로 지면서 준우승에 그치고 만다. 이처럼 허영무가 계속 준우승을 차지하자 세간에서는 허영무를 SK텔레콤 T1의 정명훈과 함께 홍진호의 콩라인을 이을 후계자 후보로 거론하기도 했다.
그 후 3번에 걸친 준우승의 충격을 이기지 못한듯 곰TV 클래식에서 위메이드 폭스의 전태양에게 의외의 역전패 당한 것을 기점으로 프로리그에서도 부진하며 패배를 거듭하며 2007년의 불명예스러운 '허필패', '허접무'라는 말이 부활하게 되는 계기가 되었다. 특히 프로리그에서 박명수와의 대결에서는 역러쉬를 당하기 직전의 타이밍에 질럿 생산을 쉬고 테크트리를 올리는 결정적 실수로 승리를 내주면서 평점 1.5점을 받는 치욕도 감내했다.
그렇지만 그 후 KTF 매직엔스와의 경기에서 2승을 거두고 최종병기 이영호를 캐리어로 쓰러뜨리는 기량을 보여주며 부활의 신호탄을 쏘아올렸다.

## 2010년
프로토스의 황금기였던 2008년 소위 '육룡' 시대를 이끌던 허영무는 2009년 클럽데이 온라인 MSL, 로스트사가 MSL 준우승 이후 슬럼프에 빠진다. 신한은행 프로리그 09-10 시즌 초반 신노열, 우정호, 김정우, 김윤환, 박명수에게 연패하며 극심한 부진을 타다가, 윤용태에게 거둔 승리를 시작으로 고석현, 김정우, 박찬수, 이영한, 민찬기에게 연승을 거두며 상승세를 타기도 했다. 09-10 시즌 프로리그에서는 5할 언저리의 승률을 유지하였으며 온게임넷 스타리그에서는 예선 탈락하였지만 네이트 MSL 2009, 하나대투증권 MSL 2010에서는 16강까지 진출하였다. 하지만 네이트 MSL, 하나대투증권 MSL 모두 의외의 상대에게 8강행이 좌절되는 등 아쉬운 모습을 계속해서 보이게 된다.

## 2011년
2009년 이후 지속적인 하향세를 겪던 허영무였지만, 신한은행 프로리그 10-11 시즌이 시작되면서 허영무의 슬럼프가 더 심화되었다. 1라운드 7전 전패를 기록할 정도로 극심한 슬럼프를 겪던 허영무에게는 종전의 '허필패' 별명에 덧붙여 2011년을 전후로 패왕이라는 불명예스러운 별칭이 붙고 말았다. 허영무의 저하된 경기력은 위너스리그 기간까지도 반등하는 모습을 보이지 않았다. 이로 인해 스트레스를 받던 허영무는 자신의 미니홈피에 남겨진 네티즌들의 비난에 격분, 급기야 2011년 3월 19일 미니홈피 대문에 "게임 알지도 못하는 놈들아, 니네들이 와서 함 해볼래?"라는 글을 남기면서 울분을 토했지만, 오히려 불특정 다수를 비난하고 무시하는 태도로 인해 게임팬들의 격한 비난에 부딪치게 된다. 허영무는 즉각 이 글을 삭제했지만, 허영무의 발언은 포털 사이트의 실시간 검색어 순위권에 오를 정도로 큰 화제를 낳았으며, 허영무의 발언을 축약한 '겜알못'이라는 신조어가 등장해 게임 이외의 다양한 분야에서 응용될 정도였다. 허영무는 후일 e-스포츠 매체와의 인터뷰에서 당시의 과오를 인정하면서 당시의 발언으로 더욱 힘든 시간을 보내야 했음을 고백했다.[1]
한편 '겜알못' 발언 이후 상당한 시간이 흐른 2011년 5월 허영무는 자신의 트위터에 팀원들과 볼링을 치러 가며 '볼알못', 밥을 먹으면서 '밥알못' 등의 글을 작성하는 등 당시의 충격에서 회복된 모습을 보여 주었으며, 마이스타리그에 선수로 도전한 방송인 이신애에게는 "게임을 잘 알지 못하니까 출전하지 말라" 며 만류하는 재치를 보여 주기도 했다.[2]
신한은행 프로리그 10-11 5R, 6R에서 염보성, 김대엽, 임정현, 이경민 등 프로리그에서 준수한 성적을 내는 선수들을 이기며 프로리그 4연승을 달리며 부활의 조짐을 보인 뒤, 여러명의 선수들을 잡아내며 송병구가 부진하자 프로토스의 에이스로 떠오른다. 하지만 포스트 시즌에서 김명운에게 2패, 김민철에게 1패를 하며, 팀의 준플레이오프 탈락의 원인이 된다. 하지만, 허영무는 스타리그 예선에서 준우승으로 탈락했으나, 와일드카드전을 통해 16강에 진출하고. 박준오, 김윤환에게 패배했으나 전태양을 잡아내며 재경기를 성사시키고 다시 재경기에서 전태양에게 허를 찌르는 다크템플러 전략을 성공시키고 김윤환에게는 하이브 타이밍을 노려 수 번의 천지스톰으로 업그레이드 된 저글링과 럴커를 녹이며 8강에 진출한다. 8강에서는 더 골든 그랜드슬램 달성과 프로리그에서 도재욱을 2연속으로 잡고 프로리그 우승시키고 토스전까지 강해서 더원갓으로 등극한 이영호에게 1세트에서 졌으나 나머지 2,3세트를 연이어 잡아내는 파란을 일으키고 4강에 진출하였다. 양대 통산 네 번째 4강 진출(곰S4 MSL - 클럽데이 MSL - 로스트사가 MSL- 진에어 스타리그)에 성공한 허영무는 올해 저그 중 프로토스전 승률 1위인(10승2패) 어윤수와 격돌해 3:0 셧아웃 스코어를 만들어내며 결승에 진출해 가을의 전설을 고조시켰고, 지난결승에서 송병구를 3:0으로 제압하며 우승하고 이번시즌에 엄청난 기량으로 올라온 정명훈을 상대로 3:2로 대접전을 벌이며 우승을 하면서 가을의 전설을 완성시켰다. 진에어 스타리그 2011에서의 우승을 기반으로 허영무는 2011년 10월에 생애 첫 프로토스 랭킹 1위를 차지하게 된다.

## 첫 우승을 안겨준 진에어 스타리그 2011
진에어 스타리그 2011 프로-아마 예선에서 어윤수에게 패배하며 탈락해 조별 본선 진출에 실패한 허영무는 16강 시드였던 김상욱의 은퇴로 생긴 공석을 와일드카드전으로 채우며 본선에 진출한다. 16강에 진출한 허영무, 첫 2경기를 연달아 패배하며 탈락 위기에 놓인 허영무는 마지막 경기를 승리함으로 재경기를 성사하며 전태양, 김윤환을 꺾고 2승으로 8강에 이영호와 격돌하게 된다. 8강 유일 토스로 진출한 허영무는 첫날 이영호를 상대로 1패를 한뒤, 탈락의 위기에서 연달아 2승을 하며 4강에 진출하는 파란을 일으킨다. 4강에 진출한 허영무는 자신을 예선 탈락시킨 저그 대 토스전 승률 70%로 당시 승률 1위이며, 로열로더의 후보인 어윤수를 만나 3:0이라는 스코어로 승리하여 스타리그 첫 결승에 진출한다.
결승전에서 만난 상대는 테러리스트 정명훈. 허영무는 1경기와 5경기 패스파인더 맵 핸디캡을 초반 더블넥서스 캐리어 빌드로 극복하며 3:2로 정명훈을 꺾고 첫 우승을 차지한다. 특히 마지막 경기에서 캐리어 드라군 조합으로 탱크 골리앗 압박을 밀어낸 허영무는 처절한 역전극을 이뤄내며 가을의 전설을 재현시킨다. 2008년 송병구 이후 첫 프로토스 우승과 가을의 전설을 재현한 허영무는 포탈사이트 검색어 1위에 오르는 기염을 토했다. 또한 홍진호의 은퇴이후 콩라인 반열에서 탈출한다.

## 스타크래프트: 브루드 워의 최후의 개인리그 우승자
허영무는 장기간 동안 스타리그가 열리지 않아서 실력이 많이 떨어졌을 것으로 예상하였지만, Tving 스타리그 2012 16강에서 이신형, 김성대, 이영호 3명을 모두 이기고 3승으로 8강 진출을 하였으며, 8강에서 처음 스타리그에 올라온 변현제를 한수 위 실력으로 3:1로 제압하며, 4강에 진출한다. 4강에서 프로토스전의 강자 웅진 저그 김명운을 상대로 풀세트까지 가는 접전끝에 승리해 2연속 스타리그 결승에 진출하게 된다. 4강 4세트에서 김명운이 허영무 본진에 페이크 드랍으로 앞마당을 파괴한후 김명운의 압승이 예상했지만 천지스톰을 동반한 허영무의 한방으로 기적같은 역전승을 이뤄낸다. 지난 리그 결승전 상대인 정명훈과 또다시 맞붙게 된 허영무는 첫 세트에서 캐리어를 활용하여 승리 하였고 2세트는 정명훈의 속도전에 밀렸으나 3세트에서는 센터 로보틱스 셔틀리버 이어서 4세트에서는 다크템플러와 드라군으로 승리를 거두면서 역대 스타리그 사상 최초의 프로토스 스타리그 2연속 우승과 스타크래프트: 브루드 워의 마지막 개인리그 우승자로 등극하게 되었다.스타리그 2연속 우승은 임요환과 이제동에 이은 역대 세 번째 기록이다. 그리고 '가림토' 김동수에 이어 두번째 프로토스 2회 우승자로 기록되었다. 2011년 3월 겜알못 사건으로 많은 물의를 끼쳤던 허영무는 2011년 진에어 스타리그 우승 이후로 역대 가장 힘들게 그리고 경기를 가장 많이 또한 드라마틱한 역대 최고의 가을의 전설 중 전설로 기억이 되고 있으며 2012년 티빙 스타리그 최후의 우승으로 소문으로만 무성하던 완성형 프로토스 등극은 물론 누구보다 게임을 잘아는 프로토스로 기억되고 있다.

## 별명
- 올마이티 : MSL에서 놀라운 경기력을 보여주며 생긴 별명. 유사 별명으로 '전지전능'이 있다.
- 앵무 : 그의 이름인 '영무'를 변형한 것.
- 허연무 : 허영무의 애칭.
- 허필패 : 데뷔 초 패배가 잦을 때의 별명이다.
- 허접무 : 허필패와 비슷한 맥락의 별명이다.
- 허패왕 : 다패 랭킹 선두권을 형성하여 생긴 별명. 박용욱이 방송 중 언급하여 더 유명해졌다.
- 허느님 : 팬들이 허영무의 실력에 대해 찬양할 때 쓰는 별명. 또는 허영무가 사이오닉 스톰을 잘써서 붙여진 별명. 허느님이란 별명 때문에 허영무가 기독교가 아니냐는 말이 있지만, 실제로 허영무는 종교가 없다.
- 올마이티 : MSL에서 놀라운 경기력을 보여주며 생긴 별명. 유사 별명으로 '전지전능'이 있다.
- gjdudan : QWERTY 자판으로 '허영무'의 영타. 실력과 포스에 비해 특색이 없어 관심을 잘 받지 못하고 많이 묻힌다는 이유로 생긴 별명. (유사 : 이재호의 별명 'dlwogh', 이병민의 별명 'dlqudals(von Emfznekftm)')
- 콩영무 : 2회 연속 준우승을 달성하면서 생긴 별명이다.
- 허봉사 : 프로리그에서 박상우가 허영무에게 옵티컬 플레어를 쓰면서 옵저버의 시야가 사라지며 스파이더 마인에 유닛들을 허무하게 잃는 모습을 연출한 후 생긴 별명.
- 겜알못 토스 : 당시 부진하던 허영무가 2011년 3월 19일 자신의 미니홈피에 '게임 알지도 못하는 놈들아. 너네들이 와서 함 해볼래?!'라는 문구를 적어 화제가 되었다.
- 최후의 프로토스 : 진에어 스타리그에 이어 티빙스타리그까지 2회연속 최후까지 남은 프로토스가 되면서 붙은 별명이다. 허영무는 브루드워 스타리그가 막이 내림에 따라 실제로 스타1 최후의 프로토스가 되었다.
- 수허방패 : 스타크래프트2로 전향이후 2012 옥션 올킬 스타리그에서 파수기의 역장의 단축키(F)실수로 수호방패(G)로 박수호의 저글링의 본진난입을 허용한것을 시초로 하여, 2012 GSL 시즌5 코드A 1라운드 경기에서 다시 단축키 실수로 최경민의 저글링과 바퀴의 본진난입을 허용한것을 계기로 지어진 별명.
- 완성형 프로토스: 역대 모든 전설들의 능력을 가졌다하여 붙여진 이름 다른이름으로 최후의계승자라고도 불린다.
- 주핕허: 진에어 스타리그 2011에 카메라에 담긴 허영무 팬이 붙여준 별명

## 수상 기록
스타크래프트 : 메이저 개인리그 우승 2회, 준우승 2회

### 스타크래프트
- 2005년 동부산대학교 여름페스티벌 스타크래프트 대회 우승
- 2005년 대구 e-sports 페스티벌 스타크래프트 부분 3위
- 2006년 제20회 커리지 매치 입상
- 2007년 2007 서울 국제 e스포츠 페스티벌 스타크래프트 256강전 준우승
- 2007년 곰TV MSL 시즌2 32강
- 2008년 곰TV MSL 시즌4 3위 (2:3 김구현)
- 2008년 아레나 MSL 2008 32강
- 2008년 EVER 스타리그 2008 8강 (1:2 손찬웅)
- 2008년 블리즈컨 2008 스타크래프트 부문 3위
- 2008년 인크루트 스타리그 2008 36강
- 2008년 클럽데이 온라인 MSL 2008 준우승 (1:3 김택용)
- 2009년 곰TV TG삼보-인텔 클래식 2008 시즌2 준우승 (1:3 김택용)
- 2009년 곰TV TG삼보-인텔 클래식 2008 시즌2 최다세트 연승상 (7연승, 이영호와 공동수상)
- 2009년 로스트사가 MSL 2009 준우승 (1:3 박찬수)
- 2009년 아발론 MSL 2009 32강
- 2009년 EVER 스타리그 2009 36강
- 2009년 NATE MSL 2009 16강 (0:2 김대엽)
- 2010년 하나대투증권 MSL 2010 16강 (1:2 전상욱)
- 2010년 대한항공 스타리그 2010 Season 2 36강
- 2010년 빅파일 MSL 2010 32강
- 2011년 진에어 스타리그 2011 우승 (3:2 정명훈)
- 2012년 Tving 스타리그 2012 우승 (3:1 정명훈)
- 2012년 e스포츠 명예의 전당 헌액
- 2013년 2012 대한민국 e스포츠 대상 스타크래프트: 브루드워 프로토스 최우수 선수상
- 2014년 픽스 9차 소닉 스타리그 16강
- 2014년 위메프 GOM 클래식 시즌4 8강 (0:2 김윤중)
- 2015년 스베누 10차 소닉 스타리그 16강

### 스타크래프트 II
- 2012년 옥션 올킬 스타리그 2012 16강
- 2012년 핫식스 2012 글로벌 스타크래프트 II 리그 시즌 5 Code A 48강
- 2013년 제4회 인천 실내무도아시아경기대회 스타2 부문 국가대표 선발전 8강
- 2013년 2013 WCS Korea Season 1 챌린저리그 32강
- 2013년 2013 WCS 코리아 시즌 2 옥션 올킬 스타리그 32강
- 2013년 2013 WCS 코리아 시즌 2 챌린저리그 12강
- 2013년 WCG 2013 한국대표선발전 스타크래프트 ll 부문 16강
- 2013년 2013 WCS 코리아 시즌 3 조군샵 글로벌 스타크래프트 II 리그 32강 (기권)

## 주요 기록

### 전적
비공식전 포함 최종 통산전적 (13.07.09 기준, 스타2 전적포함)
|             | 경기 | 승-패   | 승률  |
| ----------- | ---- | ------- | ----- |
| 대 테란     | 212  | 134–78  | 63.2% |
| 대 저그     | 230  | 128–102 | 57.6% |
| 대 프로토스 | 180  | 103–77  | 57.2% |
| 총합        | 612  | 355–257 | 58.0% |